# سبيد غاردنر
سبيد غاردنر (بالإنجليزية: Speed Gardner)‏ هو مهندس أمريكي، ولد في 2 يوليو 1895، وتوفي في 25 أبريل 1972.

## وصلات خارجية
- سبيد غاردنر على موقع Racing-Reference.info (الإنجليزية)
- سبيد غاردنر على موقع DriverDB.com (الإنجليزية)